# Opius monilipalpis
Opius monilipalpis (лат.) — вид паразитических наездников рода Opius из семейства Braconidae (Opiinae). Китай (Hunan).

## Описание
Мелкие наездники (длина около 2 мм). От близких видов отличается следующими признаками: усики в 1,1-1,3 раза длиннее переднего крыла; щетинковидная часть ножен яйцеклада в 0,06 раза длиннее переднего крыла и примерно вдвое короче первого тергита; наличник вентрально усеченный с пластинчатым ободком и лицемерно-звенящим вдавлением отчетливым, но довольно узким снизу наличником; членики губных щупиков сильно суженные к основанию; срединно-заднее вдавление мезоскутума отсутствует; проподеум и мезоплевры чёрные или тёмно-коричневые; жилка r переднего крыла отчетливая; вторая субмаргинальная ячейка переднего крыла более расширена в основании; жилка CU1b переднего крыла узкая; заднее бедро желтовато-коричневое; основная окраска тела буровато-чёрная, ноги жёлтые. В усиках 23-27 члеников. Паразитоиды. Предположительно, как и у других представителей своего рода, их хозяевами служат мухи семейства Agromyzidae. Вид был впервые описан в 2013 году энтомологами из Китая (Xi-Ying Li, Ji-Cai Tan; Hunan Agriculture University, Чанша, Китай) и Нидерландов (Cornelis van Achterberg; Naturalis Biodiversity Center, Лейден, Нидерланды).